# Nils-Erik Wirsäll
Nils-Erik Wirsäll, född 16 oktober 1916 i Nås församling, Kopparbergs län, död 3 januari 2008 i Västerås domkyrkoförsamling, Västmanlands län, DHS, ekon.lic., ekon.dr h.c., var en svensk ekonom och företagsledare. Han var verkställande direktör för Ica-koncernen 1972-1978 och bidrog till att skapa det moderna Ica.  

## Bakgrund
Wirsäll föddes i Dalarna 1916. Hans far var handlare och medlem i Hakonbolaget, det första regionala bolaget inom det som senare blev ICA. 

## Utbildning
Wirsäll avlade ekonomisk examen vid Handelshögskolan i Stockholm 1937 och erhöll titeln Diplomerad från Handelshögskolan i Stockholm (DHS). Han avlade en ekonomie licentiatexamen vid Handelshögskolan i Göteborg 1956 och erhöll titeln ekonomie licentiat. År 1984 blev han hedersdoktor vid Handelshögskolan i Stockholm. 

## Karriär
Wirsell anställdes 1937 vid AB Hakon Swenson (Hakonbolaget) – ett år innan det rikstäckande Ica bildades. Med tiden blev han vice VD i Hakonbolaget och pådrivare för modernisering av dess distribution. Trots en tung arbetsbörda i företagsledningen studerade han samtidigt för en ekonomie licentiatexamen, vilken han avlade 1956. Wirsäll var även kommunalpolitiker för folkpartiet i Västerås. Han medverkade till att utveckla budgetteknik och ekonomiskt tänkande under sin tid i kommunen, men han lämnade politiken när han blev VD för Ica AB och Ica-förbundet i Stockholm (han var angelägen om att Ica inte skulle betraktas som politiskt lierat med någon sida) 1972. Som VD för Ica hade han uppdraget att föreslå en mer hållbar ägarkonstruktion för Ica än den som gällt dittills. Han var drivande bakom införandet av Ica-avtalet, en modell för detaljhandelsfinansiering som än i dag präglar företaget. Wirsäll pensionerades 1978 som VD för Ica AB och Ica-förbundet.
Efter sin pensionering fortsatte Wirsäll som ledamot i Icas styrelse till 1985 och var fortsatt aktiv inom näringsliv och samhälle. Han fick regeringens uppdrag att leda en statlig kommission för att förenkla byråkratin för företagare och var vice styrelseordförande för Skandia. Hans intresse för forskning ledde till att han tillsammans med Per-Jonas Eliæson, Handelshögskolan i Stockholms rektor 1970–1986, tog initiativ till bildandet och finansieringen av forskningsinstitutet Fonden för Handels- och Distributionsforskning (numera Center for Consumer Marketing, CCM) 1978 vid Handelshögskolan i Stockholm. 
Wirsäll promoverades till ekonomie hedersdoktor vid Handelshögskolan i Stockholm 1984 och var den förste att erhålla Söderbergska handelspriset, utdelat av Torsten Söderbergs stiftelse i samarbete med Handelshögskolan i Stockholm, 1988. 

## Utmärkelser
- Ekonomie hedersdoktor vid Handelshögskolan i Stockholm (ekon.dr h.c.) 1984
- Söderbergska handelspriset 1988

## Böcker av Nils-Erik Wirsäll
- Åttiotalets handel (1978)
- Handelns förnyelse (1986)
- Den omöjliga idén blev verklighet (1988)